# Duchailluia shelfordi
Duchailluia shelfordi är en kackerlacksart som först beskrevs av Pierre Jolivet 1954.  Duchailluia shelfordi ingår i släktet Duchailluia och familjen storkackerlackor. Inga underarter finns listade i Catalogue of Life.